# Poecilochroa parangunifasciata
Poecilochroa parangunifasciata är en spindelart som beskrevs av Alberto Barrion och James A. Litsinger 1995. Poecilochroa parangunifasciata ingår i släktet Poecilochroa och familjen plattbuksspindlar.
Artens utbredningsområde är Filippinerna. Inga underarter finns listade i Catalogue of Life.